# COLORS (愛内里菜のアルバム)
『COLORS』（カラーズ）は、日本の歌手・愛内里菜が2010年3月24日にGIZA studioから発売した1枚目のコンピレーションアルバムである。

## 内容
- THANX 10th ANNIVERSARY 第5弾作品として、過去にリリースした楽曲の中からタイトルに色が反映された17曲を収録している。
- すべてシングルのカップリング曲およびアルバム曲からの選曲である。

## 収録曲
1. Black eyes, Blue tears
1stシングル『Close To Your Heart』c/w
2. Painted Black
2ndアルバム『POWER OF WORDS』収録曲
3. little grey mermaid
12thシングル『風のない海で抱きしめて』c/w
4. Silver hide and seek
15thシングル『空気』c/w
5. Rainbow
6thシングル『Run up』c/w
6. marble
30thシングル『STORY／SUMMER LIGHT』（通常盤）c/w
7. pink baby's breath
9thシングル『I can't stop my love for you♥』c/w
シングルバージョンはアルバム初収録。
8. さくら色
6thアルバム『TRIP』収録曲
9. Lavender Rain
17thシングル『START』c/w
10. purple haze
3rdシングル『Ohh! Paradise Taste!!』c/w
11. green way
5thシングル『FAITH』c/w
12. キラキラ
17thシングル『START』c/w
13. yellow carpet
24thシングル『Mint』c/w
14. golden moonlight
2ndシングル『It's crazy for you』c/w
15. 光色のかけら
4thシングル『恋はスリル、ショック、サスペンス』c/w
熊本朝日放送『夏の高校野球』テーマソング
16. Ruby stars
14thシングル『Over Shine』c/w
日本テレビ系『THE・サンデー』エンディングテーマ
17. Red Bonds
10thシングル『Sincerely Yours／Can you feel the POWER OF WORDS?』c/w